# Konrád Jenő (orvos)
Konrád Jenő Dezső (Veszprém, 1854. február 24. – Budapest, 1919. március 13.) pszichiáter főorvos.

## Élete
Konrád János gyógyszerész és Fey Ida gyermekeként született. Középiskoláit Budán, az egyetemet Budapesten végezte. 1875-ben gyógyszerészmesteri, 1879-ben egyetemes orvosdoktori oklevelet nyert. Ösztöndíjjal három évig külföldi tanulmányutat tett. Mint másodorvos szolgált a budapest-lipótmezei és a bécsi országos tébolydákban. 1886-ban kinevezték a nagyszebeni tébolyda igazgatójává. A tiszti orvosi vizsgák kolozsvári vizsgáló bizottságának, mint censor az elmekórtanból, tagja. 1905 és 1910 között pesti Országos Tébolyda igazgató főorvosa volt.
1907-ben Pogrányban megalapította a nyitra vármegyei kórház nyilvános kórház-részlegét.

## Családja
Felesége Kelen Jolán (1867–1941) volt, dr. Kelen József orvos és Farkas Kornélia lánya.
Gyermekei:
- Konrád Erzsébet Emília (Elza). Első férje Balogh Ferenc, akitől elvált. Második férje Bezerédj Elemér volt.
- Konrád Irén Jolán (1893–1963).[7] Férje Losonczy Gyula (1875–1962)[8] földbirtokos volt.
- Dr. Konrád Jenő orvos. Felesége Peller Adél Erzsébet (Etel) volt.

## Művei
1881 óta működött a pszichiátriai irodalom terén, az Orvosi Archivum munkatársa. Önálló művei:
- A terjedő hűdéses elmezavar kezdeti szakai. Budapest, 1893. (Klinikai Füzetek III. 6.)
- Az elmekórtan gyakorlati fontos tételei, tekintettel a közigazgatásra. Gyakorló és tiszti orvosok számára. Budapest, 1895.
- Elmebántalmakról a gyermekkorban. Budapest, 1895. (Klinikai Füzetek V. 3.)